# Ellen Gable
Ellen Gable (nascida em 1959) é uma autora americana de ficção Católica.

## A vida
Gable, que escreve e publica usando seu nome de solteira, nasceu em Camden, Nova Jersey e é natural de Filadélfia, Pensilvânia, que se mudou para Arnprior, Ontário, depois de se casar com James Hrkach.
Seu romance de estreia, Emily's Hope, ganhou Menção Honrosa do Prêmio Ficção Religiosa em 2006 na premiação Independent Publisher Book Awards. Seu segundo romance, In Name Only, foi lançado em 2009 e recebeu a Medalha de Ouro para Ficção Religiosa na premiação Independent Publisher Book Awards de 2010. In Name Only é um best-seller na Amazon Kindle. Seu terceiro romance, O Sequestro de Jenny, foi publicado originalmente em 2011, foi traduzido e lançado no mercado brasileiro em abril de 2018. Ele também chegou a primeiro lugar no Kindle, da Amazon, na categoria Religiosa em novembro de 2011 e junho/julho de 2012. O livro Dancing on Friday, foi publicado em 2013.
A Subtle Grace, foi publicado em 2014. É uma sequência de In Name Only, se passa no ano de 1896, na Filadélfia, e fala do romance de uma filha mais velha de uma grande família Católica.
Ela é uma escritora freelancer e escreveu para a revista Family Foundations e é colunista em artigos mensais para a Amazin Catechists e para o Catholic Mom. Ela é também é ex-Presidente da Catholic Writers Guild.
Ela e seu marido, James Hrkach, criaram os desenhos Family Life e moram com seus cinco filhos em Pakenham, Ontário, no Canadá.